# Knarand
Knarand (Mareca strepera) er en andeart i Danmark, der desuden findes mange steder i det øvrige Europa samt i det vestlige Nordamerika.
Dens længde er 46-56 cm og den har et vingefang på 78-90 cm lang. Dens levealder er 15 år.

## Kendetegn
Knaranden er en af de mindst iøjnefaldende ænder i Danmark og kan let forveksles med andre arter. Et sikkert kendetegn er dog det lille hvide vingespejl, som arten har i alle dragter. Hannens pragtdragt kendes på det melerede mørkegrå bryst og flanker, samt en sort gump og hale.

### Forveksling
Knaranden er mindre og mere slank i forhold til gråand. Vingespejlet er hvidt. Hannen er grålig med sort gump. Hovedet er brunligt med sort næb. Hunnen ligner gråand, men har lysere hoved og mørkere hale.
Hunnen kan især forveksles med hun og ungfugl af gråand, som dog er større og mindre slank. Desuden kan den forveksles med hun af spidsand, som dog har længere hals, lang spids hale og hvid vingebagkant.

## Føde
Arten lever af vandplanter, frø og diverse smådyr.

## Levested
Søer, moser og andre vandområder. Da arten er en sjælden fugl nord for Danmark, og bestandene i Østeuropa trækker syd om Danmark, så er knaranden kun en fåtallig trækgæst. De danske knarænder trækker til overvintring i Vest- og Sydeuropa.